# Jacques Félix
Pour les articles homonymes, voir Félix.
Ne doit pas être confondu avec Henri Jacques-Félix.
Jacques Félix est un marionnettiste né le 31 mars 1923 à Charleville et mort le 6 janvier 2006 à Charleville-Mézières. Fondateur de l'Institut international de la marionnette et de l'École Supérieure Nationale des Arts de la Marionnette (ESNAM), il est également le fondateur du Festival mondial des théâtres de marionnettes qui se déroule maintenant tous les deux ans à Charleville-Mézières. Il a été par ailleurs secrétaire général de l'Union internationale de la marionnette (UNIMA). 

## Les débuts
C'est en 1941 que Jacques Félix rencontre la marionnette pour la première fois à 17 ans à l'occasion d'un stage avec le maître-marionnettiste Géo Condé à Nancy. Il lui transmit sa passion  pour la construction des marionnettes en broderie de laine. Margareta Niculescu, très chère amie de Jacques Félix, raconte ce qu'elle connaît de cette période : « C'était la guerre. À l'époque, Jacques est scout et le scoutisme est interdit par les nazis. Les jeunes se trouvent un but : jouer pour les enfants dans les colonies de vacances. Une occasion de se rencontrer, de cultiver l'amitié, de narguer l'occupant, de se soustraire au travail obligatoire ; n'était-ce pas tentant pour de jeunes gens ? »
Tous ceux qui ont pu rencontrer Jacques Félix insistent sur la capacité à convaincre qui l'habite, c'est sans aucun doute cette force de persuasion qui l'aida à réaliser ce qu'il souhaitait. En 1945, il fonda la compagnie des Petits Comédiens de Chiffons qui se consacra à la création de spectacles : Blanche Neige en 1946, Les Gueux au paradis en 1947, Les Quatre Fils Aymon en 1954 légende ardennaise -qui est maintenant la scène présentée dans l'horloge du Grand Marionnettiste qui date de 1991 sur la place Winston Churchill à Charleville-Mézières : place où se trouve l'Institut International de la Marionnette-, Puppet Circus en 1964 et 1,2,3 Soleil en 1983. C'est volontairement avec cette compagnie, que Jacques Félix choisit d'adopter le statut d'amateur, alors qu'avec elle, il mène une vie artistique de la même manière qu'une compagnie professionnelle : créations, tournées…

## Jacques Félix et le Festival Mondial des Théâtres de Marionnette
Né à Charleville-Mézières, amoureux des Ardennes, Jacques Félix fit en sorte que la marionnette trouve une place importante dans le cœur des Carolomacériens. Conscient que les pouvoirs politiques sont une arme majeur pour parvenir à ce qu'il souhaite mais également attiré par l'aspect social de la politique, il est ainsi d'abord élu membre du conseil municipal de Charleville-Mézières, puis membre du Conseil économique et social, vice-président de l'ORCCA et rejoindra enfin le Conseil des sages de la ville. C'est à partir de 1961 que l'on peut parler d'une aventure qui lia Jacques Félix à une ville et à une région qui le soutinrent dans ses démarches. 
C'est en effet en 1961 qu'avec l'aide du maire de Charleville-Mézières, André Lebon, qu'il jette les bases d'un festival de marionnette. C'est dans ce cadre que naquit le projet UNIMA-France, et dont Jacques Félix était le président de 1976 à 1991. Il accueillit ainsi le Congrès du Syndicat national des marionnettistes et des guignolistes sous la présidence d'Yves Joly et avec Alain Recoing comme secrétaire général. 
En 1972, confiant, Jacques Félix organise le premier Festival International de la marionnette à Charleville-Mézières qui se déroula en même temps que le 11e congrès de l'UNIMA. Le fait que le congrès se déroule à Charleville-Mézières en même temps que le festival sera un véritable succès et fera dès lors de cette ville des Ardennes un haut lieu mondial pour la marionnette. 
En 1980 Jacques Félix est élu secrétaire général de l'UNIMA à l'occasion du 13e congrès à Washington, place qu'il conservera jusqu'en 2000, il choisit alors sa ville pour siège de l'UNIMA et en fera ainsi la capitale de la marionnette.

## La création d'un institut pour la marionnette et d'une école
C'est en 1972 que Margareta Niculescu rencontre pour la première fois Jacques Félix et Charleville-Mézières. C'est à travers les différents rassemblements à Charleville-Mézières en 1972, 1976 et 1980 à l'occasion du Festival que sont mis en avant « les mutations vécues par les esthétiques de la marionnette » et ce à l'occasion de rencontres, de débats, d'échanges. Se fait alors sentir le besoin de davantage de lieux de recherche, de création, d'expérimentation.
Jacques Félix travailla ensuite d'arrache-pied pour obtenir de la part du maire de la ville, la mise à disposition d'une maison Place Winston Churchill. Et c'est en 1981 que l'Institut international de la marionnette ouvre ses portes. En associant l'UNIMA qui a pour objectif principal la formation professionnelle des marionnettistes au projet de l'Institut, Jacques Félix affirme son désir de créer une école destinée à la formation des marionnettistes qui réclamaient -nous avons pu le constater ci-dessus - davantage d'espace pour l'expérimentation notamment et l'apprentissage d'un savoir-faire non plus « sur le tas », comme c'était le cas jusqu'à présent en France. 
Henryk Jurkowski, président de l'UNIMA, et Margareta Niculescu, fondatrice et présidente de la Commission pour la formation professionnelle de l'UNIMA, rejoignirent alors Jacques Félix pour cette grande entreprise. En 1987, l'ESNAM : École Nationale Supérieure des Arts de la Marionnette voit ainsi le jour.

## Décorations
- Commandeur de l'ordre des Arts et des Lettres Il est fait commandeur lors de la promotion du 16 juin 1994[3].

## Sources
- Bernard Chopplet, Pierre Huard, Charleville... au fil de la marionnette, Lyon, La Manufacture, 1985  (ISBN 2-904638-38-5)
- Lucile Bodson, Margareta Niculescu, Patrick Pezin et al. (trad. de l'anglais), Passeurs et complices : Passing it on : Institut international de la marionnette, École nationale supérieure des arts de la marionnette, Montpellier Charleville-Mézières, Entretemps Institut international de la marionnette, 2009, 299 p. (ISBN 978-2-912877-89-5)
- Patrick Flaschgo, Jean-Marie Lecomte, D'ombres et de lumières : Festival mondial des théâtres de marionnettes de Charleville-Mézières, Charleville-Mézières, éditions Terres noires, 2011  (ISBN 978-2915148442)